# Acevedo (Buenos Aires)
Acevedo é uma localidade do norte da província de Buenos Aires, situada no partido de Pergamino, Argentina.
Localiza-se às margens da RN 188, a 17 km do centro do partido: Pergamino (cidade)

## População
Conta com 1.558 habitantes (INDEC, 2001), o que representa uma insignificante queda de 0,2% frente aos 1.562 habitantes (INDEC, 1991) do censo anterior.

## Santa padroeira
"Santa Tereza". Sua festividade ocorre em 15 de outubro.

## Entidades desportivas
- Club Atlético Deportivo Acevedo